# Robert Balfour-Melville
 Robert Andrew Agnew Balfour-Melville (1849-1942) was een Schotse accountant en golfer.
Robert Balfour-Melville was de zoon van James Balfour, advocaat, en Elizabeth Ogilvy Maitland-Heriot. In 1893 werd de familienaam veranderd in Balfour-Melville, nadat James het landgoed Mount Melville had geërfd.

Robert en zijn tweelingbroer John werden op Bonnington Brae House in Edinburgh geboren. Robert werd accountant. Hij emigreerde in 1877 naar Australië en woonde in het district Sandringham in Sydney, vlak bij zijn oom James Leslie Balfour-Melville. 
In 1881 trouwde hij met Frances Janetta Campbell. Ze kregen drie kinderen: Francis in 1892 en een tweeling in 1895, James en Mary.
In 1895 won hij de tweede editie van de Victorian Golf Cup op de Royal Melbourne Golf Club. In 1898 werd dit toernooi het Australisch Amateur en de eerdere winnaars werden erkend als Australisch Amateur.

## Gewonnen
- 1895: Victorian Golf Cup

## Trivia
- In 1895 won zijn jongere broer Leslie Balfour-Melville (1854-1937) het Brits Amateur op St Andrews.
- In 1974 werd een boek uitgegeven over de familie: The descendants of James Balfour-Melville of Mount Melville and Eliza Ogilvy Maitland-Heriot, ISBN 0959981721